# Палеш, Петер
Петер Палеш (словац. Peter Páleš; 7 июня 1967, Новаки) — словацкий гребец-каноист, выступал за сборные Чехословакии и Словакии в конце 1980-х — середине 2000-х годов. Участник четырёх летних Олимпийских игр, бронзовый призёр чемпионата мира, серебряный призёр чемпионата Европы, победитель многих регат национального и международного значения.

## Биография
Петер Палеш родился 7 июня 1967 года в городе Новаки Тренчинского края. Активно заниматься греблей начал в раннем детстве, проходил подготовку в Тренчине, состоял в местном спортивном клубе «Дукла».
Первого серьёзного успеха на взрослом международном уровне добился в 1988 году, когда попал в основной состав чехословацкой национальной сборной и благодаря череде удачных выступлений удостоился права защищать честь страны на летних Олимпийских играх в Сеуле. Стартовал в зачёте одиночных каноэ на дистанции 1000 метров, сумел дойти до финала, но в решающем заезде финишировал лишь седьмым.
После распада Чехословакии Палеш стал представлять словацкую сборную и продолжил принимать участие в крупнейших международных регатах. Так, в 1994 году он побывал на чемпионате мира в Мехико, откуда привёз награду бронзового достоинства, выигранную среди четырёхместных экипажей на дистанции 500 метров — в решающем заезде его обошли только команды Венгрии и Румынии. Будучи одним лидеров гребной команды Словакии, благополучно прошёл квалификацию на Олимпийские игры 1996 года в Атланте, где вместе с партнёром Чабой Оросом показал восьмой результат на пятистах метрах и седьмой на тысяче метрах.
В 1997 году Палеш выступил на возобновлённом европейском первенстве в болгарском Пловдиве и получил там серебро в программе каноэ-четвёрок на дистанции 200 метров. Позже представлял страну на Олимпийских играх 2000 года в Сиднее — в километровой гонке одиночек в финальном заезде пришёл к финишу девятым. Последний раз стартовал на серьёзном международном уровне в 2004 году на Олимпиаде в Афинах, где в паре с Даниэлем Биксадским на пятистах и тысяче метрах остановился на стадии полуфиналов. Вскоре по окончании этих соревнований принял решение завершить карьеру профессионального спортсмена, уступив место в сборной молодым словацким гребцам.